# Разумовский, Николай Сергеевич
Николай Сергеевич Разумовский (31 декабря 1910  [13 января 1911], Москва — 29 декабря 1993, Москва) — советский футболист, вратарь, спортивный функционер.

## Биография
Начал играть в Москве в клубной команде «Красная Роза».
В 30-е годы играл за московские клубы «Промкооперация» (1931), «Дукат» (1932—1933) и «Казанка» (1934—1935).
С первого чемпионата СССР для клубных команд играл за московский «Локомотив» (1936—1940). В 1941 в составе команды «Профсоюзы-2», в 1942—1946 — в московском «Торпедо».
В чемпионатах СССР провел 59 матчей. Также отыграл 10 матчей в недоигранном чемпионате 1941 года.
Играл за сборные Москвы (1933, 1939) и ВЦСПС (1935). Участник Спартакиады ВЦСПС 1935.
Как игрок характеризовался отличной реакцией, уверенно и надежно играл на выходах.
После окончания карьеры игрока работал начальником московского «Локомотива» (1948—1950).
В 1951—1955 — председатель ЦС ВДСО «Локомотив».
С 1956 по 1967 — директор Большой спортивной арены «Лужников». Одновременно с этим с 1959 года стал председателем Федерации футбола Москвы (по март 1971).
В 1968 был руководителем группы специалистов на строительстве стадиона в Мали.
В 1969—1988 — главный специалист Исполкома Моссовета по спорту.
Много лет входил в состав президиума Федерации футбола СССР. Также в этой федерации возглавлял комиссию по спортсооружениям.
Заслуженный работник культуры РСФСР (1971). Кавалер ордена «Знак Почёта» (1980).
Похоронен на Даниловском кладбище (2 участок).
Сын Виктор — футболист и тренер.

## Достижения
- Обладатель Кубка СССР: 1936